# 南丹市立中央図書館
南丹市立中央図書館（なんたんしりつ ちゅうおうとしょかん）は、京都府南丹市園部町小桜町63番地にある公共図書館。南丹市立図書館（組織名）の中央館である。南丹市立図書館は南丹市立中央図書館、南丹市立八木図書室、南丹市立日吉図書室、南丹市立美山図書室の1館3室からなる。

## 各館
- 南丹市立中央図書館 - 京都府南丹市園部町小桜町63番地
- 南丹市立八木図書室 - 京都府南丹市八木町八木東久保29番地1
- 南丹市立日吉図書室 - 京都府南丹市日吉町保野田長通24番地
- 南丹市立美山図書室 - 京都府南丹市美山町島島台51番地

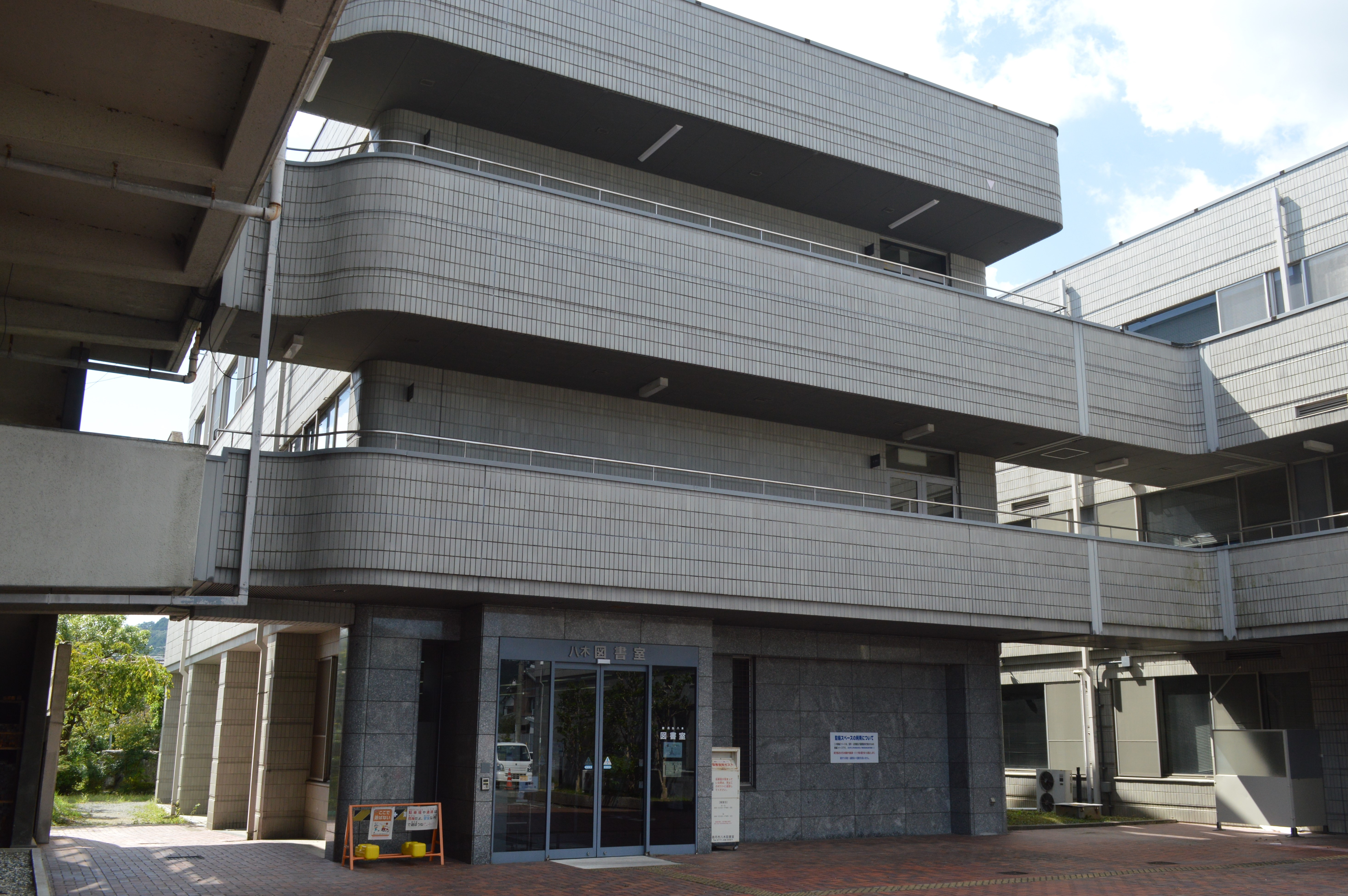
南丹市立八木図書室

## 利用案内
- 貸出期間 - 5冊2週間まで、視聴覚資料は2点1週間まで
- 近隣市町村との相互貸借制度 - なし（貸し出しは南丹市民・南丹市に在勤・在学の人のみ）
- 移動図書館 - なし
- 休館日 - 月曜日、国民の祝日、毎月最後の木曜日、年末年始、蔵書点検期間

## 交通アクセス
- JR西日本園部駅西口からバス約5分、「国際交流会館前」バス停下車すぐ